# Kaho Aitaka
Kaho Aitaka, född 6 juli 2007, är en japansk konstsimmare.

## Karriär
Vid junior-VM 2024 i Lima var Aitaka en del av Japans lag som tog silver i både det tekniska och fria lagprogrammet. Vid VM 2025 i Singapore var hon en del av Japans lag som tog silver i det fria lagprogrammet.